# Dos Aguas
Dos Aguas (kat. Dosaigües) – gmina w Hiszpanii, we wspólnocie autonomicznej Walencja, w prowincji Walencja, w comarce Hoya de Buñol.
Powierzchnia gminy wynosi 121,5 km². Zgodnie z danymi INE, w 2005 roku liczba ludności wynosiła 406, a gęstość zaludnienia 3,34 osoby/km². Wysokość bezwzględna gminy równa jest 400 metrów. Współrzędne geograficzne gminy to 39°17'15"N 0°48'1"W. Kod pocztowy do gminy to 46198.
Obecnym burmistrzem gminy jest José Ramón Grau Grau z Partii Ludowej. Od 15 do 20 października w gminie odbywają się regionalne fiesty.

## Demografia
| 1990 | 1992 | 1994 | 1996 | 1998 | 2000 | 2002 | 2004 | 2005 |
| ---- | ---- | ---- | ---- | ---- | ---- | ---- | ---- | ---- |
| 460  | 406  | 375  | 367  | 389  | 406  | 415  | 441  | 406  |